# Dual (gramatică)
Dual sau numărul dual este o formă a numărului gramatical, care se referă la două elemente sau la o pereche de elemente, spre deosebire de singular (care se referă la un singur element) și de plural (care denumește mai multe elemente).
Din punct de vedere semantic dualul se poate referi la entități care formează o pereche naturală (ca de exemplu, organele duble ale corpului - ochii, mâinile, nările, genunchii ), o pereche din domeniul culturii (ca de pildă „cele două zeițe” Persefona și Demetra) în greaca veche, obiecte sau noțiuni conținând o pereche de elemente (ochelari, bicicletă, paranteză, ghilimele), o pereche circumstanțială sau ocazională (pereche de persoane, doi ani) etc. Pentru ca propozițiile în care se folosesc să fie coerente , dualul se acordă în declinarea substantivelor, a pronumelor, adjectivelor și în conjugarea verbelor, după norme ale fiecărei limbi. 
Numărul dual exista în limbile proto-indoeuropene sau proto-indoeuropeană și s-a păstrat în câteva dintre limbile indo-europene
astăzi stinse precum sanscrita, greaca veche și limba gotică. În zilele noastre se mai pot întâlni forme de dual în unele limbi și dialecte indo-europene ca de pilda, în libile frizone, ciakaviană (dialect al croatei), slovenă și în limbi sorabe , în lituaniană. În unele limbi moderne există și unele forme reziduale de dual, ca distincțiile existene dintre "ambii", "amândoi" , în engleză - both, față de toți, „all”, sau fiecare din ei sau ele „either”, sau „niciunul”,„niciuna” din ei sau ele -  „neither”,față de „niciunul”, „niciuna” în general - „none”.
Multe limbi semitice posedau un număr dual.  De exemplu, în limba arabă  clasică substantivele  se pot declina (declinare posesivă) la singular, plural și dual. În graiurile și dialectele arabe vorbite, există tendința de a restrânge mult folosirea dualurilor. Din cele mai folosite, se pot menționa:  expresia „Merbatéyn!” (salut îndoit) ca răspuns la salutul „Mérhaba!” sau  „sanatáyn” - doi ani, pentru „sanah” - „an”, un an. Ebraica biblică a avut un număr de dualuri, mai ales substantive și unele adverbe,  din care o parte s-au conservat în ebraica modernă: organe pereche - „áin” (un ochi) - „eynáim” (cei doi ochi), „règhel”, „ragláim” (picior, doua picioare), existând și câțiva termeni moderni - „ofanáim” - pentru „bicicletă”, sau „garbáim” - pentru ciorapi.            